# Jacobo Zabludovsky

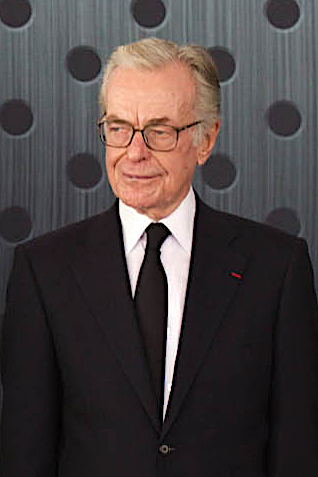
Jacobo Zabludovsky, 2013

Jacobo Zabludovsky (* 24. Mai 1928 in Mexiko-Stadt; † 2. Juli 2015 ebenda) war ein mexikanischer Journalist polnischer Abstammung.
Zabludovsky interviewte Persönlichkeiten wie Salvador Dalí, Cantinflas, Papst Johannes Paul II., Bill Gates und Pablo Casals. Zu seinen herausragenden journalistischen Leistungen gehörte das Interview, das er nach seiner Ankunft in Havanna am 8. Januar 1959 mit Che Guevara führte. Ein weiterer Meilenstein war sein Bericht über das Erdbeben, das im September 1985 große Teile von Mexiko-Stadt zerstörte und infolgedessen fast 10.000 Menschen starben.
Jacobo Zabludovsky wurde in Mexiko-Stadt im Stadtteil Merced geboren. Er studierte Jura, fühlte sich aber schon früh zum Journalismus hingezogen. Seine Laufbahn begann 1946 beim Rundfunk. Ab 1950 arbeitete er für das Fernsehen. Er schuf die erste professionelle Nachrichtensendung Mexikos. Über 27 Jahre hinweg dirigierte und präsentierte er für Televisa die 24 horas (deutsch: 24 Stunden), die meistgesehene Nachrichtensendung des Landes. Zuletzt schrieb er unter anderem für die Tageszeitung El Universal.
Zabludovsky starb am 2. Juli 2015 im Alter von 87 Jahren an den Folgen eines Schlaganfalls in einem Krankenhaus in Mexiko-Stadt, in das er zuvor wegen Dehydratation eingeliefert worden war.